# Jasmina Ilić
Jasmina Ilić (in serbo Ясмина Илич?; Bečej, 11 aprile 1985) è un'ex cestista serba.
Alta 189 cm, giocava come ala.

## Carriera
Con la Serbia ha disputato i Campionati europei del 2007.